# Mekeme Tamla Ladji
Mekeme Tamla Ladji ou Zito (Abidjan, 19 de setembro, 1985) é um futebolista da Costa do Marfim.

## Carreira
Mekeme Tamla Ladji representou a Seleção Marfinense de Futebol, nas Olimpíadas de 2008. 